# Guðmundar saga dýra
Guðmundar saga dýra es uno de los libros de la saga Sturlunga, una de las sagas islandesas que narran la historia de Guðmundur dýri Þorvaldsson y los conflictos sobre tierras y poder político en la región de Eyjafjarðarsýsla a finales del siglo XII. Resalta el conflicto entre Guðmundur y su rival Önundur Þorkelsson que pretendían controlar el territorio con alianzas pactadas con bóndis. La saga fue probablemente escrita entre 1200 y 1225, lo que implica que fue contemporánea de Morkinskinna.